# Biathlon ai XXIV Giochi olimpici invernali - 12,5 km partenza in linea femminile
La gara della 12,5 km partenza in linea femminile di biathlon dei XXIV Giochi olimpici invernali di Pechino è stata disputata il 18 febbraio 2022, a partire dalle ore 15:00 (UTC+8), presso il National Biathlon Centre di Zhangjiakou. Vi hanno partecipato 30 atlete provenienti da 15 nazioni. Originariamente la gara era prevista per le ore 17:00 (UTC+8) del 19 febbraio 2022.
La competizione è stata vinta dalla biatleta francese Justine Braisaz, mentre l'argento e il bronzo sono andati rispettivamente alla norvegese Tiril Eckhoff e alla connazionale Marte Olsbu Røiseland.

## Risultati
| Pos.    | Nº | Atleta                | Nazione     | Tempo   | Errori (P+P+S+S) | Distacco |
| ------- | -- | --------------------- | ----------- | ------- | ---------------- | -------- |
| Oro     | 10 | Justine Braisaz       | Francia     | 40'18"0 | 4 (2+1+0+1)      | -        |
| Argento | 6  | Tiril Eckhoff         | Norvegia    | 40'33"3 | 4 (0+0+2+2)      | +15"3    |
| Bronzo  | 2  | Marte Olsbu Røiseland | Norvegia    | 40'52"9 | 4 (0+0+2+2)      | +34"9    |
| 4       | 13 | Markéta Davidová      | Rep. Ceca   | 41'11"4 | 4 (1+0+1+2)      | +53"4    |
| 5       | 15 | Kristina Rezcova      | ROC         | 41'29"0 | 6 (2+1+1+2)      | +1'11"0  |
| 6       | 14 | Julia Simon           | Francia     | 41'40"6 | 6 (0+1+3+2)      | +1'22"6  |
| 7       | 19 | Julija Džyma          | Ucraina     | 41'43"7 | 3 (1+0+2+0)      | +1'25"7  |
| 8       | 25 | Franziska Preuß       | Germania    | 41'44"4 | 4 (1+1+1+1)      | +1'26"4  |
| 9       | 4  | Elvira Öberg          | Svezia      | 41'55"7 | 4 (1+0+0+3)      | +1'37"7  |
| 10      | 11 | Hanna Sola            | Bielorussia | 41'57"2 | 8 (2+2+1+3)      | +1'39"2  |
| 11      | 8  | Lisa Hauser           | Austria     | 42'07"6 | 4 (0+1+1+2)      | +1'49"6  |
| 12      | 7  | Dzinara Alimbekava    | Bielorussia | 42'19"2 | 6 (1+1+2+2)      | +2'01"2  |
| 13      | 1  | Denise Herrmann       | Germania    | 42'27"1 | 5 (1+1+1+2)      | +2'09"1  |
| 14      | 24 | Katharina Innerhofer  | Austria     | 42'42"7 | 6 (1+0+2+3)      | +2'24"7  |
| 15      | 27 | Vanessa Hinz          | Germania    | 43'12"2 | 4 (0+0+2+2)      | +2'54"2  |
| 16      | 26 | Lena Häcki            | Svizzera    | 43'14"2 | 9 (0+3+3+3)      | +2'56"2  |
| 17      | 23 | Ul'jana Kajševa       | ROC         | 43'14"3 | 6 (2+1+3+0)      | +2'56"3  |
| 18      | 17 | Vanessa Voigt         | Germania    | 43'22"7 | 6 (1+2+2+1)      | +3'04"7  |
| 19      | 3  | Anaïs Chevalier       | Francia     | 43'29"7 | 5 (2+0+2+1)      | +3'11"7  |
| 20      | 30 | Irina Kazakevič       | ROC         | 43'34"6 | 7 (1+3+2+1)      | +3'16"6  |
| 21      | 16 | Mona Brorsson         | Svezia      | 43'37"4 | 6 (2+1+2+1)      | +3'19"4  |
| 22      | 5  | Dorothea Wierer       | Italia      | 43'41"0 | 8 (2+2+2+2)      | +3'23"0  |
| 23      | 29 | Deedra Irwin          | Stati Uniti | 43'42"1 | 6 (1+3+1+1)      | +3'24"1  |
| 24      | 18 | Linn Persson          | Svezia      | 43'46"6 | 8 (0+2+3+3)      | +3'28"6  |
| 25      | 9  | Hanna Öberg           | Svezia      | 44'03"2 | 7 (0+3+1+3)      | +3'45"2  |
| 26      | 22 | Paulína Fialková      | Slovacchia  | 44'04"8 | 8 (0+3+1+4)      | +3'46"8  |
| 27      | 20 | Monika Hojnisz        | Polonia     | 44'06"6 | 8 (2+3+1+2)      | +3'48"6  |
| 28      | 28 | Lucie Charvátová      | Rep. Ceca   | 44'28"7 | 5 (0+2+2+1)      | +4'10"7  |
| 29      | 12 | Anaïs Bescond         | Francia     | 46'02"3 | 10 (0+2+3+5)     | +5'44"3  |
| 30      | 21 | Alina Stremous        | Moldavia    | 47'30"0 | 9 (1+2+3+3)      | +7'12"0  |